# Antti Koivukangas
Antti Mikael Koivukangas, född 21 december 1978 i Jakobstad i Finland. Politices magister med Statskunskap som huvudämne, Åbo Akademi, 2005. Kommentator och journalist på Yle Svenska Sporten i Finland. Bosatt i Jakobstad. Inledde sin karriär på Jakobstads Tidning hösten 2001 varifrån han flyttade till det statliga rundradiobolaget Yle under 2003. Jobbar sen 2007 som projektledare. Specialiserat sig framförallt på fotbollsreferat och radiosändningar i Yle X3M och Yle Vega. Koivukangas tilldelades Svenska Yles bragdpris för sina insatser under år 2008. Sommaren 2009 var han en av Radio Vegas sommarpratare.

## Större evenemang
- Olympiska sommarspelen 2004 i Aten
- VM i friidrott 2005 i Helsingfors
- Dam-EM i fotboll 2005 i England
- Olympiska vinterspelen 2006 i Turin
- EM i friidrott 2006 i Göteborg
- EM i fotboll 2008 i Schweiz och Österrike
- Olympiska sommarspelen 2008 i Peking
- Dam-EM i fotboll 2009 i Finland
- Olympiska vinterspelen 2010 i Vancouver
- Olympiska sommarspelen 2012 i London
- Dam-EM i fotboll 2013 i Sverige